# Göte Wiklund
Göte Wiklund, folkbokförd Viklund, född 26 februari 1938, död 2 januari 2025 i Sofia distrikt i Jönköping, var en svensk ishockeyspelare och tränare. Han spelade för Wifsta/Östrands IF säsongen 1957/1958, och var tränare i HV71 1972–1978 och i IK Vita Hästen.